# Chrysoconia orthospora
Chrysoconia orthospora är en svampart som beskrevs av McCabe & G.A. Escobar 1979. Chrysoconia orthospora ingår i släktet Chrysoconia och familjen Coniophoraceae.   Inga underarter finns listade i Catalogue of Life.